# اشلی فیلیپس
اشلی فیلیپس (انگلیسی: Ashley Phillips؛ زادهٔ ۲۱ فوریهٔ ۱۹۸۶) بازیکن فوتبال اهل ایالات متحده آمریکا است.
از باشگاه‌هایی که در آن بازی کرده‌است می‌توان به بوستون بریکرز اشاره کرد.